# 库尔托利
库尔托利（法語：Courtauly，法語發音：[kuʁtoli] ⓘ）是法国奥德省的一个市镇，属于利穆区。

## 地理
库尔托利（43°2'25"N, 2°2'35"E）面积7.72 平方千米，位于法国奧克西塔尼大區奥德省，该省份为法国南部沿海省份，北起塔恩省，西北接上加龙省，西接阿列日省，南至东比利牛斯省，东临地中海，东北与埃罗省接壤。
与库尔托利接壤的市镇（或旧市镇、城区）包括：拉伯佐勒、科比耶尔、佩尔菲特迪拉泽斯、波米、圣伯努瓦、埃尔斯河畔索纳克、维勒隆格多德。

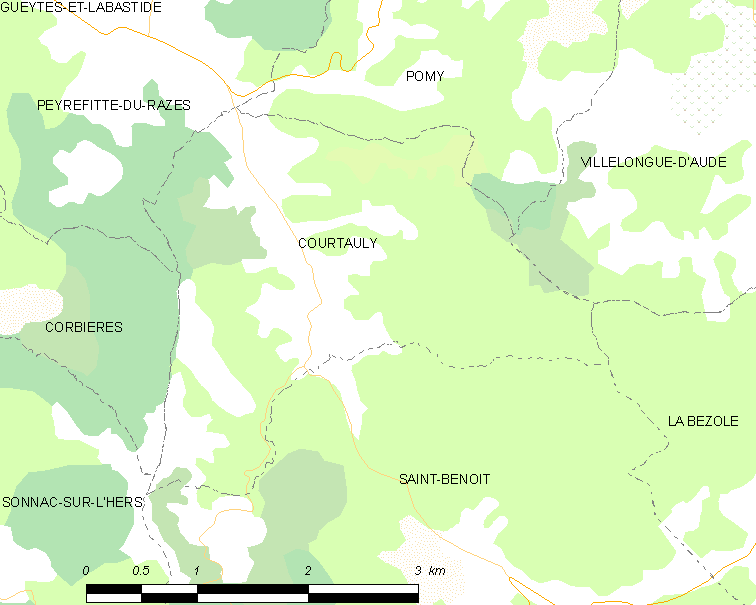
库尔托利的OSM定位图

库尔托利的时区为UTC+01:00、UTC+02:00（夏令时）。

## 行政
库尔托利的邮政编码为11230，INSEE市镇编码为11107。

## 政治
库尔托利所属的省级选区为上奥德河谷县。

## 人口

1962-2008年间库尔托利人口变化图示

库尔托利于2022年1月1日时的人口数量为76人。